# Ruined by Idiots
 Ruined by Idiots è un album raccolta del gruppo musicale inglese Iron Monkey, pubblicato nel 2002.

## Tracce
1. Fink Dial – 5:06
2. 666 Pack – 6:37
3. Big Loader – 4:38
4. Web of Piss – 4:30
5. Charlton Heston's Floor – 2:44
6. Boss Keloid – 5:29
7. Dukes of Nothing – 3:59
8. Dehumanized – 1:31 – cover dei Void
9. Cornucopia – 5:50 – cover dei Black Sabbath
10. Bad Year (live) – 6:09
11. House Anxiety (live) – 3:49
12. Irms/Outro (live) – 13:40
13. Senza titolo – 4:51
14. Senza titolo – 2:41